# بوریه آلشتت
بوریه آلشتت (به سوئدی: Börje Ahlstedt) (زاده ۲۱ فوریه ۱۹۳۹) بازیگر سوئدی است.
از فیلم‌های معروف او می‌توان به بازی در فانی و الکساندر و خروج اشاره کرد.